# Kidō Senshi Gundam: Senshitachi no Kiseki
Kidō Senshi Gundam: Senshitachi no Kiseki (機動戦士ガンダム　戦士達の軌跡, Kidō Senshi Gandamu: Senshitachi no Kiseki, Mobile Suit Gundam: Warrior's Locus ou Mobile Suit Gundam: The Ace Pilot) est un jeu vidéo de tir à la première personne développé par Capcom et édité par Bandai en mars 2004 sur GameCube. C'est une adaptation en jeu vidéo de la série basée sur l'anime Mobile Suit Gundam,.

## Accueil
- Famitsu : 32/40[3]